# Volvo PV51
Volvo PV51 är en bilmodell som introducerades av Volvo i december 1936. Den togs fram efter önskemål från Volvos återförsäljare om en mindre och billigare bil, som kunde konkurrera med vagnar från Chevrolet, Ford och Opel.

## PV51-52
Bakre delen av karossen är i stort sett identisk med föregångaren PV36 Carioca , men fronten är ny och inredningen betydligt enklare, för att hålla nere priset. På PV51 gick Volvo också tillbaka till stel framaxel.
I början av 1937 kom den bättre utrustade PV52. Till skillnad från den billigare PV51 fick man här lyxartiklar som dubbla solskydd, dubbla vindrutetorkare, klocka, värmeanläggning, läslampa bak och armstöd på alla fyra dörrar.
I mars 1938 introducerades PV51 resp. 52 Special. Här hade man flyttat in reservhjulet från bagagerumsluckan till bagagerummet. Bagageluckan var försedd med en utbyggnad, så att utrymmet inte skulle minska.

## PV53-56

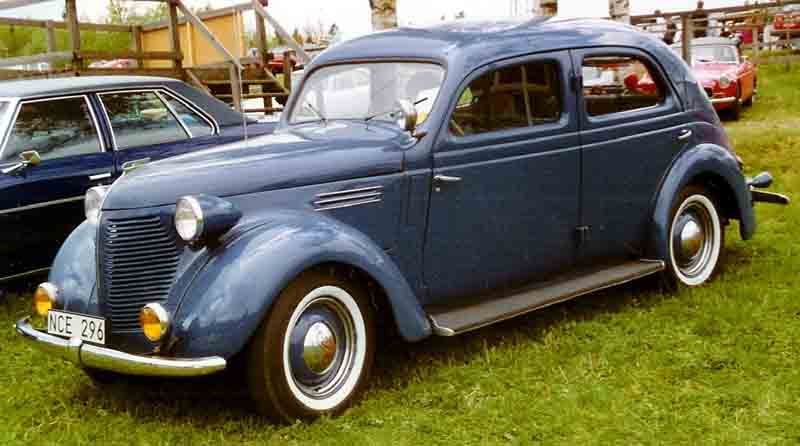
Volvo PV53

Hösten 1938 introducerades efterträdaren PV53-56.  Största skillnaden var en ny, spetsigare front. I övrigt märktes modifierad fjädring och styrning, samt uppfräschad inredning och instrumentering.
Efter krigsutbrottet fortsatte tillverkningen för krigsmaktens behov, i mån av materialtillgång.

### Tekniska data
Motor:		typ EC, rak sexcylindrig sidventilsmotor
- Cylindervolym:	3670 cm3
- Borr x slag:	84,14x110 mm
- Effekt:		86 hk

Växellåda:	3-växlad manuell, med osynkroniserad 1:a. Överväxel mot pristillägg
Hjulbas:	288 cm
Totalvikt:	1500 kg
Varianter:
- PV51: 	1936-38, 1754 tillverkade, standardmodell
- PV52: 	1937-38, 1046 tillverkade, lyxmodell
- PV51 ch: 1936-38, 205 tillverkade, chassi
- PV53:	1938-45, 1204 tillverkade, standardmodell
- PV54:	1938-45, 814 tillverkade, standardmodell m utbyggt bagagerum
- PV55:	1938-45, 286 tillverkade, lyxmodell
- PV56:	1938-45, 1321 tillverkade, lyxmodell m utbyggt bagagerum
- PV57:	1938-45, 275 tillverkade, chassi
  - Summa ––– 6 905 [2]